# Hospital Doctor Negrín

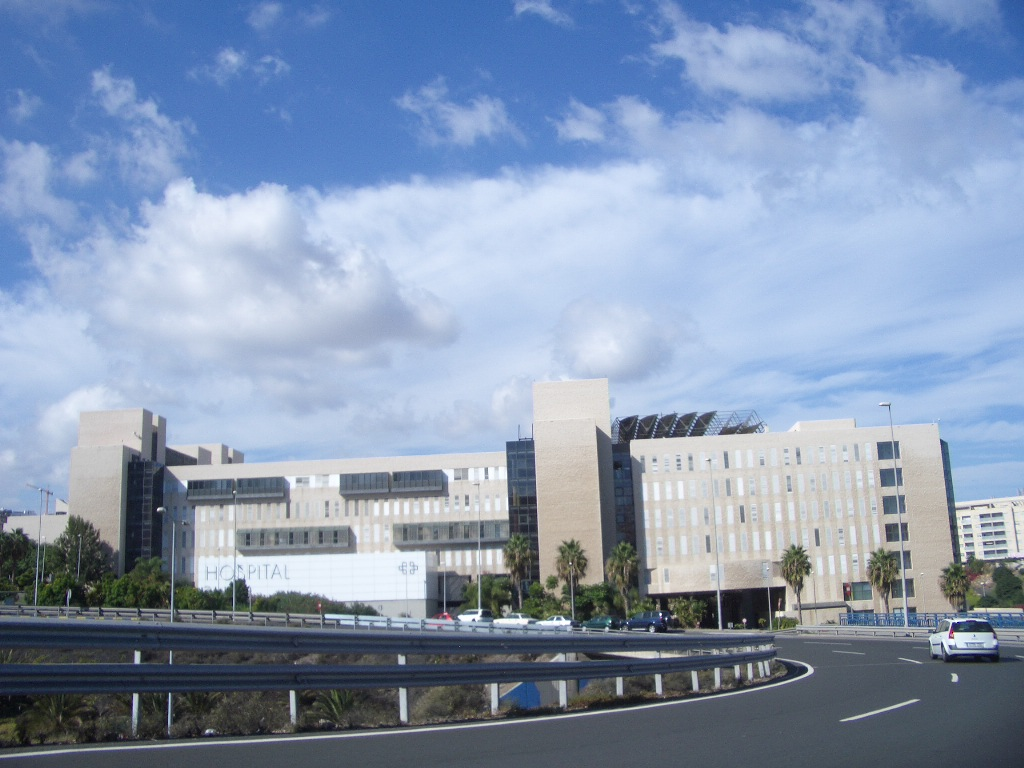

Hospital Universitario de Gran Canaria Doctor Negrín (Doctor Negríns Universitetssjukhus) är ett universitetssjukhus som ligger på ön Gran Canaria i Kanarieöarna (Spanien). Det invigdes år 1999 och namnet hyllar kanariska läkaren och politikern Juan Negrín. Sjukhuset betjänar de norra och västra kommunerna i Gran Canaria (Arucas, Santa María de Guía de Gran Canaria, Gáldar, Agaete, Firgas, Moya, Santa Brígida, Vega de San Mateo, Valleseco, Tejeda, Teror,  Artenara och La Aldea de San Nicolás) och norra delen av Las Palmas de Gran Canaria, det är även referenssjukhus till Lanzarote och anses vara remissjukhus inom vissa specialiteter för Kanarieöarna.